# 斯洛伐克行政区划
斯洛伐克划分为8个州（kraj），每个州与其州府同名。自2002年起斯洛伐克划分为8个自治州（samosprávny kraj），在宪法上称为高级领土单位（vyšší územný celok，简称）。自治州的领土及边界跟原先的州相同，主要的不同点是自治州的机构是由选举产生的州长和州议会来自治的，而原先州的机构是由政府任命的。
州再下分为区（okres）。斯洛伐克现有79个区。
区再进一步划分为市镇（obec）。2020年时斯洛伐克共有2,890个市镇。其中141个为市（mesto，这个单词在中文里可能会根据地方大小翻译为市或镇，但在斯洛伐克语里并没有法律上的区别）。如果能满足一些条件，诸如人口数量超过五千人、交通方便、具有文化或经济重要性、有城镇化的居住区，市镇可以获得市的称号。